# Institut interafricain de formation en assurance et en gestion des entreprises
 (avril 2022).
 (novembre 2023).
La mise en forme du texte ne suit pas les recommandations de Wikipédia : il faut le « wikifier ».
Les points d'amélioration suivants sont les cas les plus fréquents :
- Les titres sont pré-formatés par le logiciel. Ils ne sont ni en capitales, ni en gras.
- Le texte ne doit pas être écrit en capitales (les noms de famille non plus), ni en gras, ni en italique, ni en « petit »…
- Le gras n'est utilisé que pour surligner le titre de l'article dans l'introduction, une seule fois.
- L'italique est rarement utilisé : mots en langue étrangère, titres d'œuvres, noms de bateaux, etc.
- Les citations ne sont pas en italique mais en corps de texte normal. Elles sont entourées par des guillemets français : « et ».
- Les listes à puces sont à éviter, des paragraphes rédigés étant largement préférés. Les tableaux sont à réserver à la présentation de données structurées (résultats, etc.).
- Les appels de note de bas de page (petits chiffres en exposant, introduits par l'outil «  Source ») sont à placer entre la fin de phrase et le point final[comme ça].
- Les liens internes (vers d'autres articles de Wikipédia) sont à choisir avec parcimonie. Créez des liens vers des articles approfondissant le sujet. Les termes génériques sans rapport avec le sujet sont à éviter, ainsi que les répétitions de liens vers un même terme.
- Les liens externes sont à placer uniquement dans une section « Liens externes », à la fin de l'article. Ces liens sont à choisir avec parcimonie suivant les règles définies. Si un lien sert de source à l'article, son insertion dans le texte est à faire par les notes de bas de page.
- La présentation des références doit suivre les conventions bibliographiques. Il est recommandé d'utiliser les modèles {{Ouvrage}}, {{Chapitre}}, {{Article}}, {{Lien web}} et/ou {{Bibliographie}}. Le mode d'édition visuel peut mettre en forme automatiquement les références.
- Insérer une infobox (cadre d'informations à droite) n'est pas obligatoire pour parachever la mise en page.

Pour une aide détaillée, merci de consulter Aide:Wikification.
Si vous pensez que ces points ont été résolus, vous pouvez retirer ce bandeau et améliorer la mise en forme d'un autre article.
 (novembre 2023).
L'Institut Interafricain de Formation en Assurance et en Gestion des Entreprises (IFAGE) est le premier institut privé d'enseignement supérieur à se spécialiser dans les métiers de l'Assurance. Son l'offre de formation s'est diversifiée au fil des années vers les autres métiers de la Gestion des risques, de l'Actuariat, de la Comptabilité et Audit, de la Gestion des Entreprises, de la Gestion du Patrimoine, du Contrôle de Gestion et de la Data Science. Il a ainsi été pionnier dans la formation en actuariat dont la première promotion remonte à 2015.
IFAGE est situé à Dakar au Sénégal et est aujourd'hui considéré par les professionnels de l'Assurance de la zone CIMA (Conférence Interafricaine des Marchés d’Assurance) et des pays francophones, comme un centre d'excellence avec des étudiants de plus de seize (16) nationalités africaines[réf. nécessaire].
Le Ministère de l'Enseignement Supérieur, de la Recherche et de l'Innovation du Sénégal lui a accordé, dès sa création, une autorisation pour délivrer des parcours de formation de Licence (BAC+3) et de Master (BAC+5).
L'institut possède une convention de double diplomation avec l’École Supérieure des Assurances (ESA) de Paris (France). Cette double diplomation permet aux étudiants d'IFAGE titulaire d'un diplôme de Licence ou de Master délivré par IFAGE, de bénéficier automatiquement de la délivrance d'un diplôme de Bachelor ou de MBA par l'ESA de Paris.
IFAGE possède une double accréditation : CAMES et ANAQ-SUP. Il est membre titulaire de l'AUF.
L'institut multiplie depuis quelques années ses actions de développement en faveur des pays de la zone CIMA, comme par exemple la signature en juin 2021 d'un partenariat avec Ashinaga Sénégal,, bureau d’Afrique de l’Ouest de l’organisation japonaise Ashinaga, pour le cofinancement des formations et des études des étudiants orphelins du Sénégal.

## Historique
L'Institut Interafricain de Formation en Assurance et en Gestion des Entreprises (IFAGE) a été créé 2008.
En 2011, il signe une convention de double diplomation avec l’École Supérieure des Assurances (ESA) de Paris. Une convention qui permet aujourd'hui à tous ces étudiants sans exception de bénéficier d'une délivrance des diplômes de bachelor et de MBA par l'ESA de Paris.
Le 23 juillet 2012, le ministère de l'enseignement supérieur, de le recherche et de l'innovation transforme son Agrément Provisoire (AP) en Agrément Définitif (AD), sous le n° 139/MESR/DC/DGES/DESP/DSQ/FL pour délivrer des Licences (Bac+3) et Master professionnels (Bac + 5).
Après cinq (05) années d'activités, IFAGE décroche en 2013, la reconnaissance de son diplôme de Licence Professionnelle en Assurance par le Conseil Africain et Malgache pour l’Enseignement Supérieur (CAMES).
En décembre 2014, l'institut célèbre ses 6 ans d'existence qu'il matérialise avec l'inauguration de son amphithéâtre baptisé au nom de Ahmadou Kourouma, l'un des premiers actuaires africains et ancien directeur général de l'Institut International des Assurances (IIA). Ahmadou Kourouma a également été l'un des plus grands écrivains africains du XXe siècle[réf. souhaitée].
En décembre 2016, une équipe d’évaluation externe de l'Autorité Nationale d'Assurance Qualité de l'Enseignement Supérieur (ANAQ-SUP) présidé par le Professeur Ibrahima THIAM accorde à IFAGE une accréditation de son programme de Master Professionnel en Assurance. Les résultats de cette évaluation sont consignés dans le rapport d'évaluation externe du programme de master en Assurance d'IFAGE fourni par l'ANAQ-SUP.
En 2017, IFAGE obtient l’habilitation institutionnelle délivrée par l’Autorité Nationale d’Assurance Qualité de l’Enseignement Supérieur (ANAQ SUP) du Sénégal, devenant ainsi l'un des rares instituts privés de formation à avoir obtenu cette habilitation de l'ANAQ-SUP. Cette habilitation institutionnelle qui lui a été notifiée par le courrier n° RepSEN/Ensup-priv/HA/011-2017 du Ministère de l’Enseignement Supérieur, de la Recherche et de l'Innovation permet au Directeur Général d'IFAGE de signer directement et officiellement tous les diplômes de Licence et de Master délivrés par l'institut.
Le 18 mai 2018, l'institut reçoit de la part du Conseil d’administration de l’Agence universitaire de la Francophonie (AUF), le statut de membre titulaire de l'AUF, conformation à l’article 1 des Statuts de la dite institution.
Une nouvelle reconnaissance  du Conseil Africain et Malgache pour l’Enseignement Supérieur (CAMES), consolide en 2020 la position de leader dans le domaine de la formation privée en Assurance en l'autorisant à délivrer un Master Professionnel en Assurance, en adéquation avec les standards internationaux. Un Master qu'il ouvre en formation ouverte à distance (FOAD) ainsi que sa Licence Professionnel en Assurance pour une formation 100% en ligne.

## IFAGE & les Experts de l'Assurance
M. Mamadou Racine BATHILY, économiste et expert dans les assurances : « L'assurance traduit et accompagne l’économie. Les jeunes qui arrivent dans ce métier doivent connaître les articles intrinsèques de ce métier et surtout bien connaître la société dans laquelle nous vivons afin de fabriquer des instruments propres à élargir les applications de l'assurance dans notre société.» 
M. Mandaw KANDJI Président Directeur Général de IFAGE : « L'assurance est un métier qui permet à un assureur de collecter des primes d'assurance pour faire face aux conséquences dommageables d'un événement imprévu.» 
M. Roger SANTOS, Directeur Général de ASCOMA : « Les étudiants de IFAGE qui ont eu à faire un passage sur ASCOMA Sénégal, ont tous démontré une grande capacité adaptation, en disposant d'une très bonne base de formation. Ce qui leur a permis quel que soit le département où ils ont eu a intervenir de réussir toutes les missions qui leur ont été confiées.» 